# هيو توماس (فارس)
هيو توماس (بالإنجليزية: Hugh Thomas)‏ هو فارس ‏ بريطاني، ولد في 1948.

## وصلات خارجية
- هيو توماس على موقع أوليمبيديا (الإنجليزية)